# Алексино-Туголесский сельсовет
Алексино-Туголесский сельсовет — упразднённая административно-территориальная единица, существовавшая на территории Шатурского района Московской области. Административным центром была деревня Алексино-Туголес.

## История
В 1923 году Алексинский сельсовет входил в состав Лузгаринской волости Егорьевского уезда Московской губернии.
В 1925 году Алексинский сельсовет реорганизован в Туголесский, а в 1926 году в Алексино-Туголесский сельсовет. Также, в 1926 году в сельсовет включена территория упразднённых Харинского и Климовского сельсоветов. Таким образом, к началу 1927 года в составе сельсовета находились деревни Алексино-Туголес, Ананкино, Харинская и Климовская.
В ходе реформы административно-территориального деления СССР в 1929 году Алексино-Туголесский сельсовет вошёл в состав Шатурского района Орехово-Зуевского округа Московской области. В 1930 году округа были упразднены.
10 июля 1933 года Алексино-Туголесский сельсовет был передан из упразднённого Шатурского района в Коробовский.
17 июля 1939 года в состав сельсовета вошла деревня Васюковка из упразднённого Варюковского сельсовета.
20 августа 1939 года сельсовет был передан во вновь образованный Кривандинский район.
10 апреля 1953 года в Алексино-Туголесский сельсовет передан хутор Муромский из Бордуковского сельсовета, деревня Варюковка из Лузгаринского сельсовета, деревни Дуреевская и Инюшинская из Кривандинского сельсовета.
11 октября 1956 года после упразднения Кривандинского района сельсовет передан вновь образованному Шатурскому району.
20 августа 1960 года сельсовету передана территория упразднённого Лузгаринского сельсовета.
1 февраля 1963 года в ходе реформы административно-территориального деления Шатурский район был упразднён, а его сельская территория (сельсоветы) включена в состав вновь образованного Егорьевского укрупнённого сельского района.
11 января 1965 года Егорьевский укрупненный сельский район был расформирован, а на его месте были восстановлены Егорьевский и Шатурский районы. Алексино-Туголесский сельсовет вновь вошёл в состав Шатурского района.
5 апреля 1967 года административный центр Алексино-Туголесского сельсовета перенесён в деревню Лузгарино, а впоследствии 11 апреля 1972 года сам сельсовет переименован в Лузгаринский, тем самым был восстановлен Лузгаринский сельсовет.